# Taiwanische Badmintonmeisterschaft 1972
Die Taiwanische Badmintonmeisterschaft der Saison 1971/1972 fand vom 11. bis zum 14. November 1971 statt. Es war die 17. Auflage der nationalen Titelkämpfe von Taiwan im Badminton.

## Titelträger
| Disziplin    | Sieger                               |
| ------------ | ------------------------------------ |
| Herreneinzel | 林宗平 (Lin Tsung-ping)              |
| Dameneinzel  | Yu Yuk Geor                          |
| Herrendoppel | Lim King-Che 林宗平 (Lin Tsung-ping) |
| Damendoppel  | Yu Yuk Geor Lim Shour                |
| Mixed        | Lim King-che Sun Ying                |